# Processie

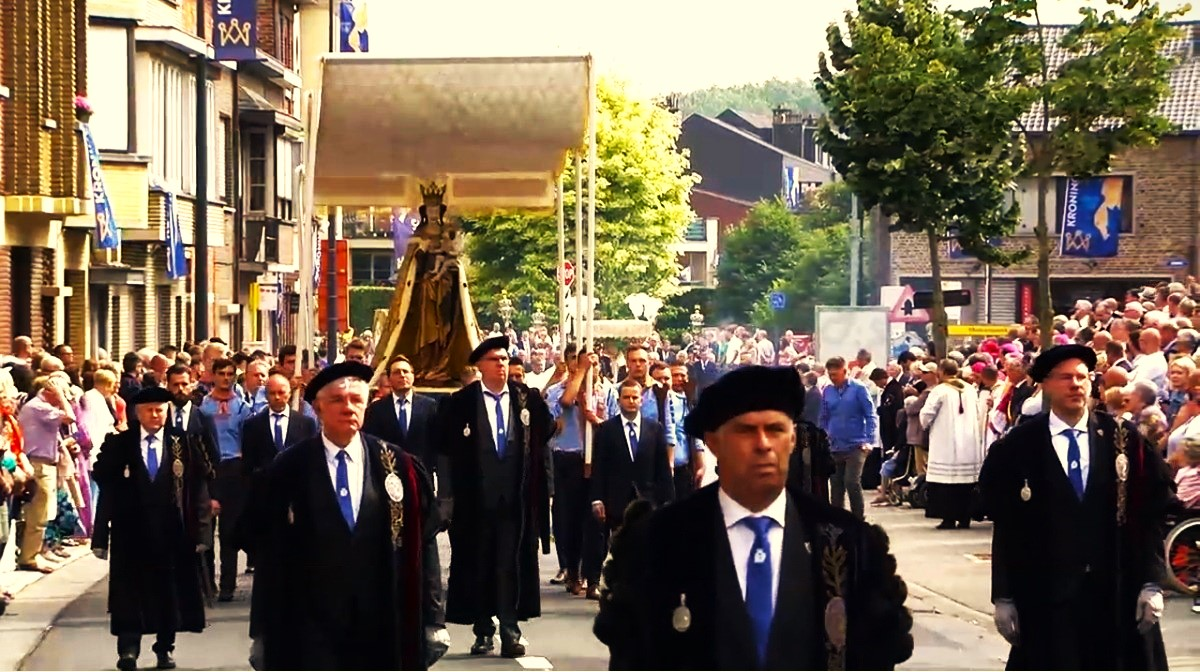
Aartsbroederschap van Onze-Lieve-Vrouw van Tongeren tijdens de kroningsprocessie (2023)

Een processie is een godsdienstige plechtigheid in de vorm van een optocht, waarbij gelovigen hun geloof openbaar belijden. Wanneer de processie binnen het eigen kerkgebouw plaatsvindt, spreekt men van een liturgische processie. Processies vinden plaats in de rooms-katholieke, oosters-katholieke, oriëntaals-orthodoxe en oosters-orthodoxe kerken en ook in sommige oosterse religies.

## Inleiding
Omdat een processie in de meeste gevallen een openbare manifestatie is, moet er toestemming zijn van de plaatselijke overheid. Op sommige plaatsen hebben gelovigen niet het recht om openbaar hun geloof te mogen belijden, maar enkel in een ruimte die daartoe is aangewezen, meestal het eigen kerkgebouw, soms met een klein gebied eromheen.

## Geschiedenis
In Rome kende men reeds vroeg bid- en boeteprocessies, gericht op de bescherming van de stad of het welslagen van de oogst.
In de zesde en zevende ontwikkelde zich nog een ander soort processie: de feestelijke rondgang met relieken van heiligen. Deze ommegang is ontstaan uit de plechtige overbrenging van relieken van martelaren en belijders van het christelijk geloof vanuit de kerkhoven naar kerken in de stad.

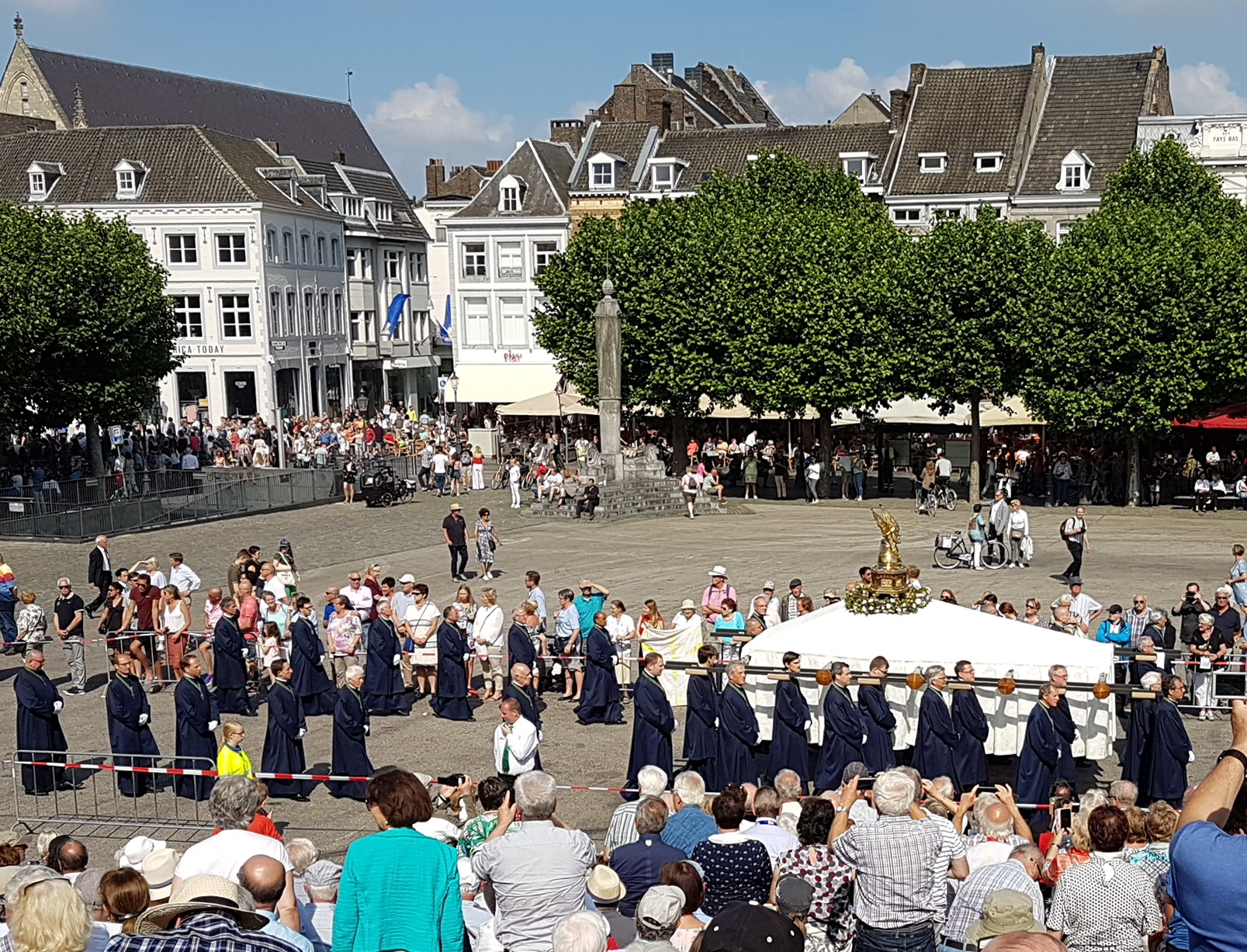
Het borstbeeld van Sint-Servaas in de ommegang tijdens de heiligdomsvaart van Maastricht (2018). De ommegang verving in 1874 de middeleeuwse reliekentoning

De meest uitbundige processies ontstonden in de tijd van de barok. Hiervan bestaan nog altijd specifieke voorbeelden: feestelijke broederschaps- of gildeprocessies (met vaandel)s, bedevaartprocessies en vooral de sacramentsprocessies op of rond Sacramentsdag. Tijdens de processie liepen vaak de stadsreuzen mee, althans in Vlaanderen en ook in Spanje werd dit door de kerkelijke autoriteiten toegestaan.
Tijdens het bewind van de Oostenrijkse keizer Jozef II, die de bijnaam keizer-koster kreeg, was het in de Oostenrijkse Nederlanden per keizerlijk edict aan het einde van de achttiende eeuw niet toegestaan om processies te organiseren. Hetzelfde gold tijdens de Franse Tijd in de Zuidelijke Nederlanden. 
Ook in Nederland was lange tijd een processieverbod van kracht. Onder de Nederlandse wet waren processies gedurende 1848 tot 1983 alleen toegestaan in plaatsen waar deze al in 1848 bestonden. Processies komen dan ook nog steeds met name in die plaatsen voor. Soms werd het processieverbod genegeerd of omzeild, zoals in 1874, toen in Maastricht de zevenjaarlijkse traditie van de heiligdomsvaart werd hersteld met onder andere een ommegang, ter vervanging van de middeleeuwse reliekentoning vanaf de dwerggalerij van de Sint-Servaaskerk. In 1989, toen de grondwetsherziening van 1983 van kracht werd, verdween dit processieverbod. In 2002 werd voor de eerste maal gebruikgemaakt van de opheffing van het processieverbod toen in Utrecht een Willibrordprocessie werd gehouden, onder het motto "Geloven mag gezien worden". Deze processie was het initiatief van een van de pastores van de Binnenstadparochie Utrecht, pastor N.M. Schnell, de verantwoordelijke voor de Sint-Catharinakathedraal. In deze kathedraal bevindt zich een schrijn met relieken van Sint-Willibrord. Inmiddels is de Willibrordprocessie, waarin de reliekschrijn wordt meegedragen, een jaarlijks weerkerend evenement geworden.
In Vlaanderen wordt er in de 21ste eeuw aandacht gegeven aan het immateriële aspect van vaak al eeuwenoude processies. Sommige processies worden beschouwd als van uitzonderlijk belang voor de plaatselijke cultuur, en kennen naast de ondersteuning van de kerkelijke overheid ook ondersteuning van de burgerlijke overheid. Naast plaatselijke gelovigen en pelgrims komen soms ook toeristen en heemkundigen processies bewonderen.

## Katholieke Kerk
Bij katholieke processies gaat meestal een misdienaar of acoliet voorop met het processiekruis, meestal geflankeerd door kaars- of flambouwdragers (ceroferarii). Andere deelnemers dragen processievaandels, vaak rijk geborduurd met afbeeldingen of opschriften. Leden van broederschappen dragen vaak een processiestaf of broederschapsstaf, vaak met zilveren processiestafbekroning.
In de katholieke traditie is de belangrijkste processie de sacramentsprocessie. Hierbij wordt het Allerheiligste Sacrament in een monstrans door de priester plechtig rondgedragen onder een baldakijn (processiehemel), vaak begeleid door een kerkbaljuw. De monstrans met het Heilig Sacarament wordt dan vaak enige tijd op een rustaltaar geplaatst ter aanbidding.
Een andere vorm van processie is de liturgische processie, die meestal binnen het kerkgebouw plaats heeft. Voorbeelden van liturgische processies zijn de intredeprocessie bij feestelijke missen, uitvaartprocessies en reliekenprocessies binnen de kerk.
Verder bestaan er ook boetprocessies (bijvoorbeeld in Veurne), paardenprocessies (bijvoorbeeld in Hakendover) en jubelprocessies. Ook zijn er processies ter ere van heiligen, waarbij relieken en reliekhouders worden meegedragen. Bekende reliekenprocessies zijn de ommegangen die worden gehouden tijdens de zevenjaarlijkse heiligdomsvaart van Maastricht. Aan de Vlaamse kust gaat een zeewijding vaak gepaard met een processie.

## Oosters christendom
In de oosters- en oriëntaals-orthodoxe kerken worden tijdens processies iconen, waaronder het Kruis, kerkvaandels en het Evangelieboek meegedragen. Tijdens een processie wordt er altijd gezongen en wordt het Evangelie bewierookt.
Volgorde bij een orthodoxe processie:
1. Processielantaarn(s)
2. Processiekruis
3. Vaandels
4. wierook
5. Iconen
6. Geestelijkheid met Evangelie - Bisschop/priesters - (Hypo)diakens (met dikrim en trikirim)
7. Koor
8. Leken

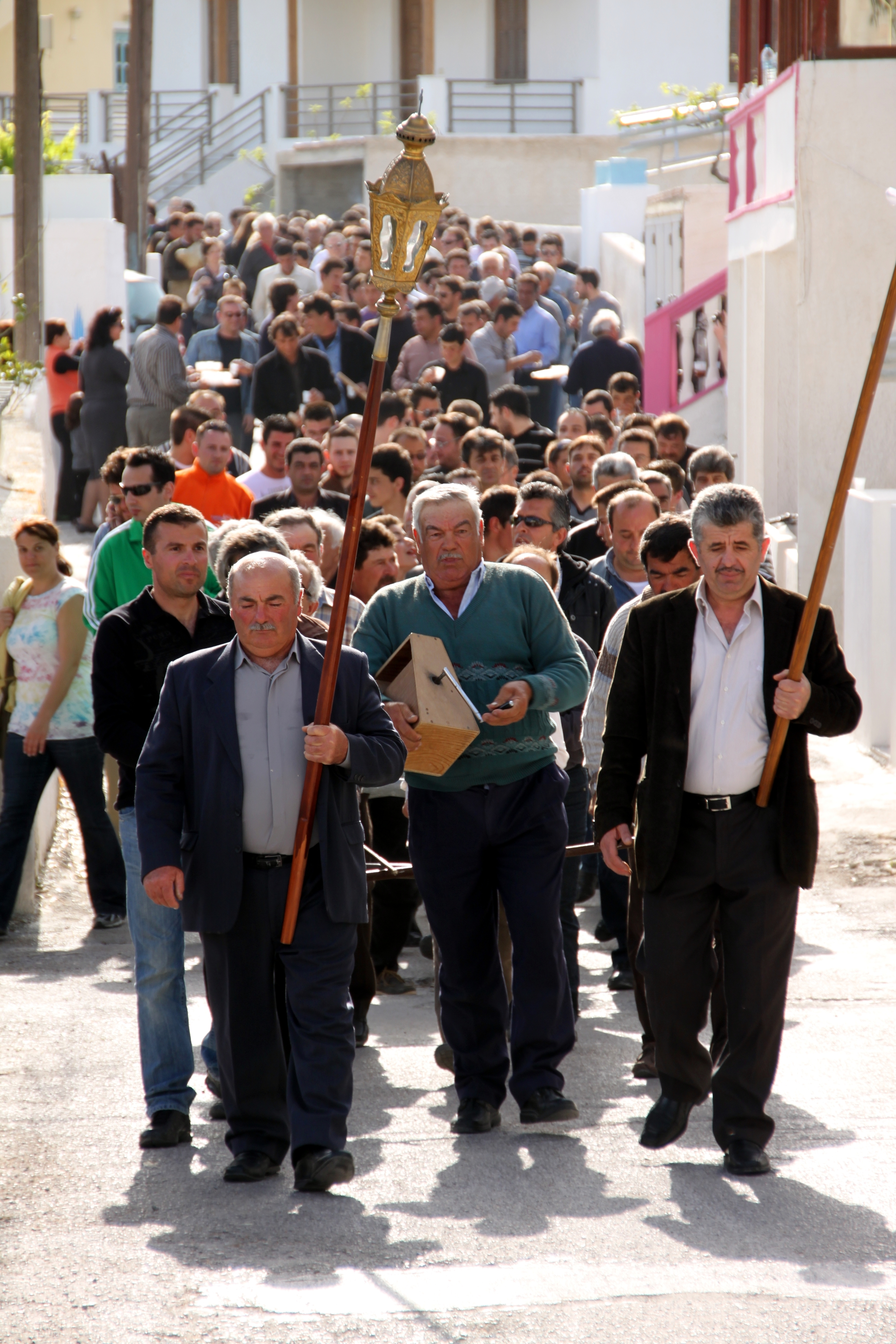
Ta Simantra-processie op Santorini, Griekenland
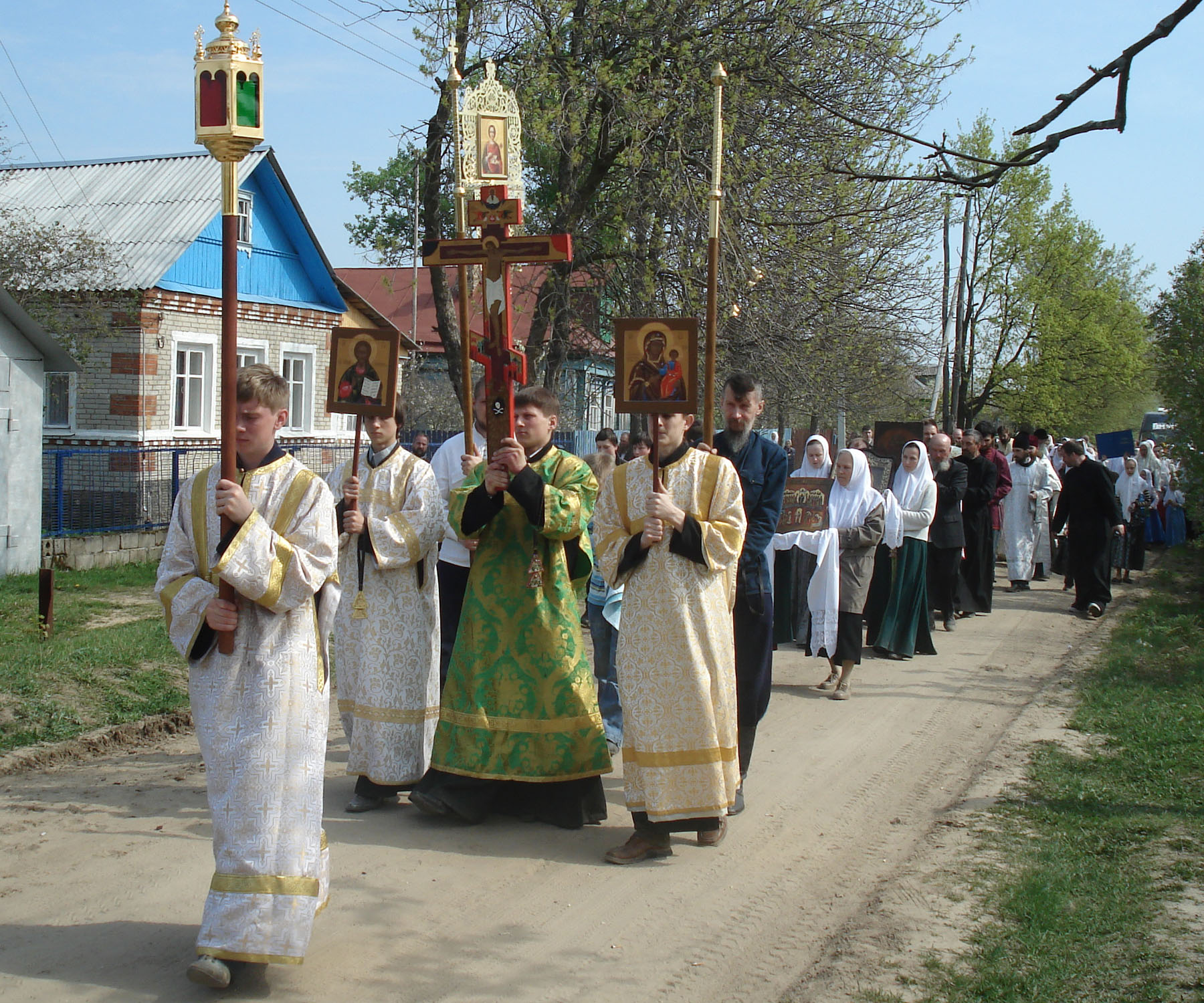
Paasprocessie van Oudgelovigen in de oblast Moskou
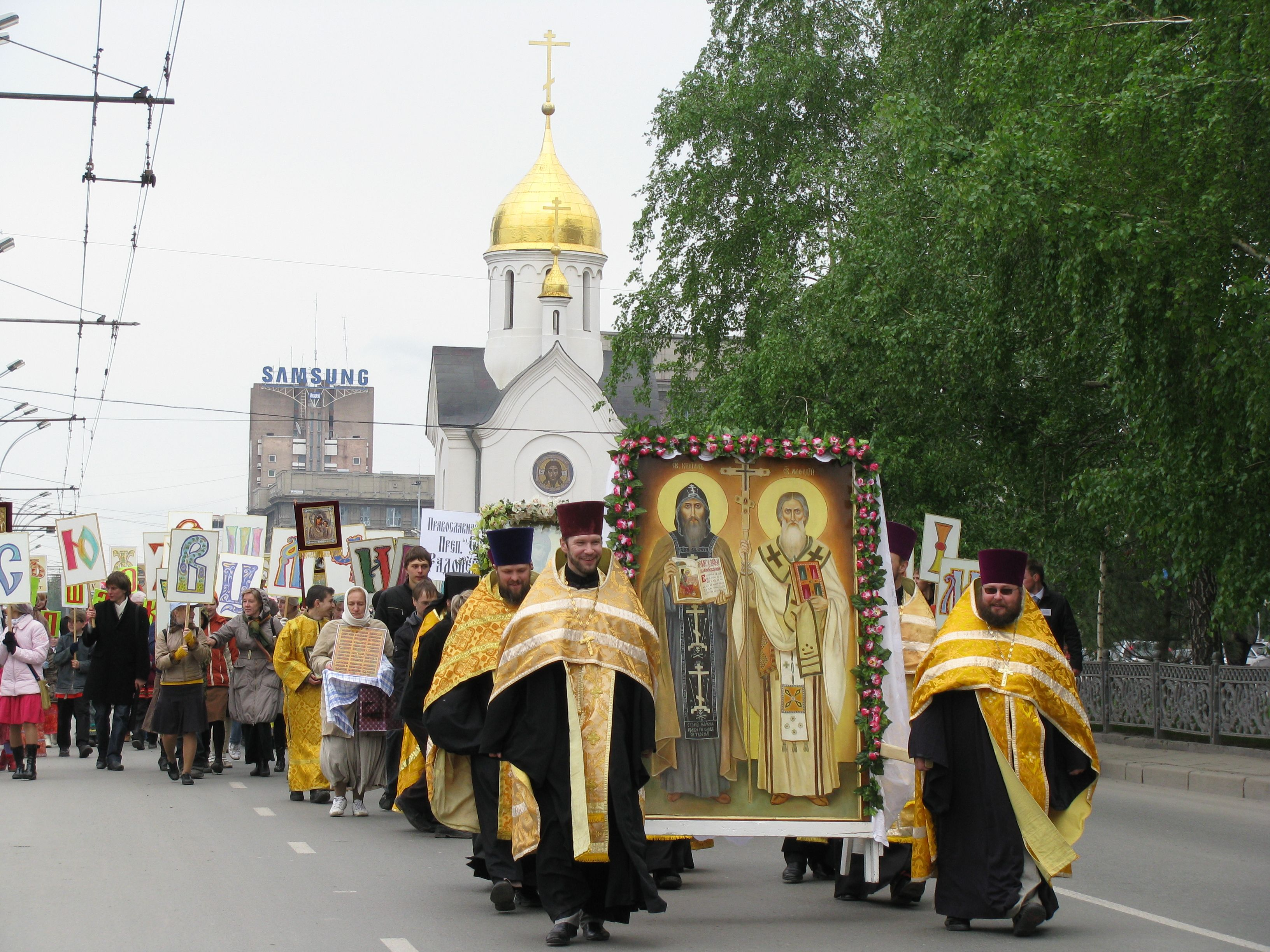
Kruisprocessie in Novosibirsk
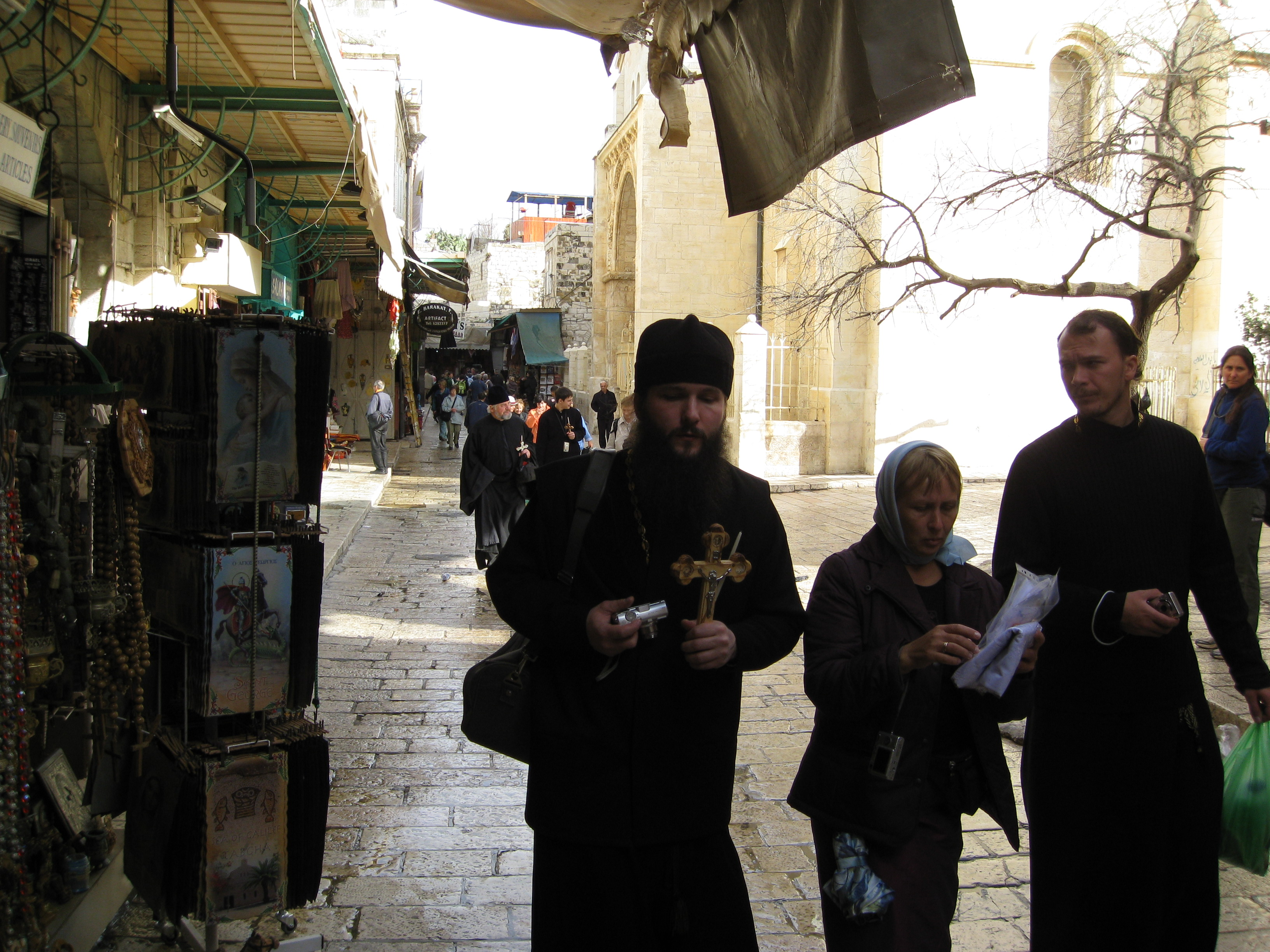
Processie op de Via Dolorosa in Jeruzalem

## Christelijke processies in België en Nederland

### België
België kent een zeer rijke en oude processiecultuur. In de provincie Vlaams-Brabant alleen al trekken jaarlijks nagenoeg honderd processies uit. Onderstaande lijst is niet volledig.
- Affligem: Bidtocht op 15 augustus
- Antwerpen: Processie Heilig Sacrament, Hemelstraat
- Antwerpen: Sint-Paulus-Processie
- Baarle: Kaarskesprocessie op de eerste zondag na 15 augustus.
- Banneux: de processie van Onze Lieve Vrouw van Fatima
- Bambrugge: de Sint-Anna-ommegang (op zondag 26 juli of de eerste zondag na 26 juli)
- Bolderberg: Kaarskensprocessie op de vooravond van 15 augustus
- Booischot: Maria-ommegang (15 augustus)
- Brakel: processie in Opbrakel (15 augustus)
- Brugge: de Heilig Bloedprocessie op Onze-Lieve-Heer-Hemelvaart
- Brugge: de Brugse Belofte (al sinds 1304, op Maria Hemelvaart (15 augustus))
- Brugge: de Sacramentsommegang in het begijnhof op Sacramentsdag
- Brugge: processie Onze-Lieve-Vrouw van Blindekens op 15 augustus
- Brussel: Processie Heilig Sacrament, St. Jozefskerk, Frère Orbanplein
- Doornik: Grote Processie voor Onze-Lieve-Vrouw van Vlaanderen die ook Onze-Lieve-Vrouw van Doornik is.
- Duffel: Kaarskensprocessie op de vooravond van 15 augustus
- Eine: Sint-Eligiusommegang en paardenzegening.
- Gistel: St.-Godelieveprocessie (zondag na 5 juli)
- Grimbergen: de Sint-Servaasommegang (13 mei of zondag erna - in 2005 was er een Sint-Servaasevocatie)
- Groot-Bijgaarden: Sint-Wivinaprocessie (eerste zondag van mei)
- Hakendover (nabij Tienen): de Paardenprocessie (op paasmaandag)
- Halle: de Mariastoet (tweejaarlijks: 2002, 2004, 2006 ... op Pinksterzondag)
- Hasselt: zevenjaarlijkse processie die gehouden wordt ter ere van de Virga Jesse (1996, 2003, 2010, ...)
- Heist-aan-Zee: processie Ster der Zee met zeewijding op 15 augustus
- Hoegaarden: de Palmprocessie (op Palmzondag)
- Hoogstraten: de Heilig Bloed-processie
- Ieper: Onze-Lieve-Vrouw van Thuyne
- Imde: ter ere van Onze-Lieve-Vrouw der Kranken (eerste zondag van juli)
- Itter: de processie van de Onze-Lieve-Vrouw van Itter
- Kampenhout: de boetprocessie ter ere van Onze-Lieve-Vrouw op de Tweede Pinksterdag (Tweede Sinksendag).
- Kalfort: de Maria-ommegang (tweede zondag na 15 augustus)
- Kalfort: Onze-Lieve-Vrouw ten Traan
- Kester: Paardenprocessie Kester of de Kesterweg (eerste zondag na Pinksteren)
- Kortenbos: Onze-Lieve-Vrouw Behoudenis der Kranken
- Langdorp: Sint-Pieter, op 15 augustus (opnieuw sinds 2007)
- Laarne: Sint-Machariusprocessie, jaarlijks op Pinkstermaandag sinds een eeuwen oude traditie
- Lebbeke: Bid- en boetprocessie, een Mariale processie jaarlijks op Onze-Lieve-Heer-Hemelvaart
- Lede: De Mariale Processie ter ere van Onze-Lieve-Vrouw van Zeven Weeën (sinds 1414, op Drievuldigheidszondag)
- Leffinge: de ommegang Onze-Lieve-Vrouw
- Lembeek: de Veroonmars of Sint-Veroonprocessie (paasmaandag)
- Lier: de Sint-Gummarusprocessie (zondag na 10 oktober)
- Lier: sacramentsprocessie in het begijnhof (zondag na Sacramentsdag)
- Loenhout: de Sint-Quirinusprocessie (eerste zondag van mei)
- Mechelen: de Hanswijkprocessie (derde zondag na Pinksteren)
- Meigem: de Heilig-Bloedprocessie (eerste zondag van juli)
- Meldert: de Sint-Ermelindisprocessie (Pinkstermaandag)
- Moelingen: Mariaprocessie (15 augustus)
- Moerzeke: Halfoogstprocessie (15 augustus)
- Nazareth: Mariale Ommegang (8 september)
- Oostmalle: kaarskensprocessie (15 augustus)
- Oostende: zeewijding
- Opwijk: Sint-Pauluspaardenprocessie (vierde zondag van juni)
- Oud-Heverlee: processie van Onze-Lieve-Vrouw van Steenbergen (15 augustus)
- Poederlee: Heggestoet
- Poperinge: Maria Ommegang (eerste zondag van juli)
- (Pulderbos): Moederkesdag (op 15 augustus na de hoogmis)
- Ronse: Fiertel op Drievuldigheidszondag
- Rutten: Sint-Evermarusfeesten op 1 mei
- Perk: de processie ter ere van Onze-Lieve-Vrouw
- Scherpenheuvel: de Kaarskensprocessie (eerste zondag na Allerheiligen)
- Sint-Lenaarts: processie ter ere van de heilige Leonardus
- Steenhuffel: de Sint-Genovevaprocessie op Pinksteren
- Tongeren: de Kroningsfeesten (om de zeven jaar: 1988, 1995, 2002, 2009 ... in juli)
- Veerle: processie op 15 augustus
- Veldwezelt: de Sacramentsprocessie
- Veurne: de Boetprocessie van Veurne (laatste zondag van juli)
- Vilvoorde: Onze Lieve Vrouwe van Troost
- Viversel: Sacramentsprocessie op 15 augustus
- Vottem: Sacramentsdagprocessie op de tweede zondag van juni
- Waanrode: Sint-Bartholomeusprocessie op zondag 24 augustus of eerstvolgende zondag
- Wenduine: Zeewijding (pinkstermaandag)
- Werchter: Paardenprocessie (Pinksteren)
- Wever: processie van de Heinkensberg op 15 augustus
- Wezet: Sint-Hadelinusprocessie op de derde zondag in september
- Zemst: Ommegang op 15 augustus
- Zoutleeuw: de Sint-Leonardusprocessie (Pinkstermaandag)
- Zutendaal: Grote Mariaprocessie op 15 augustus

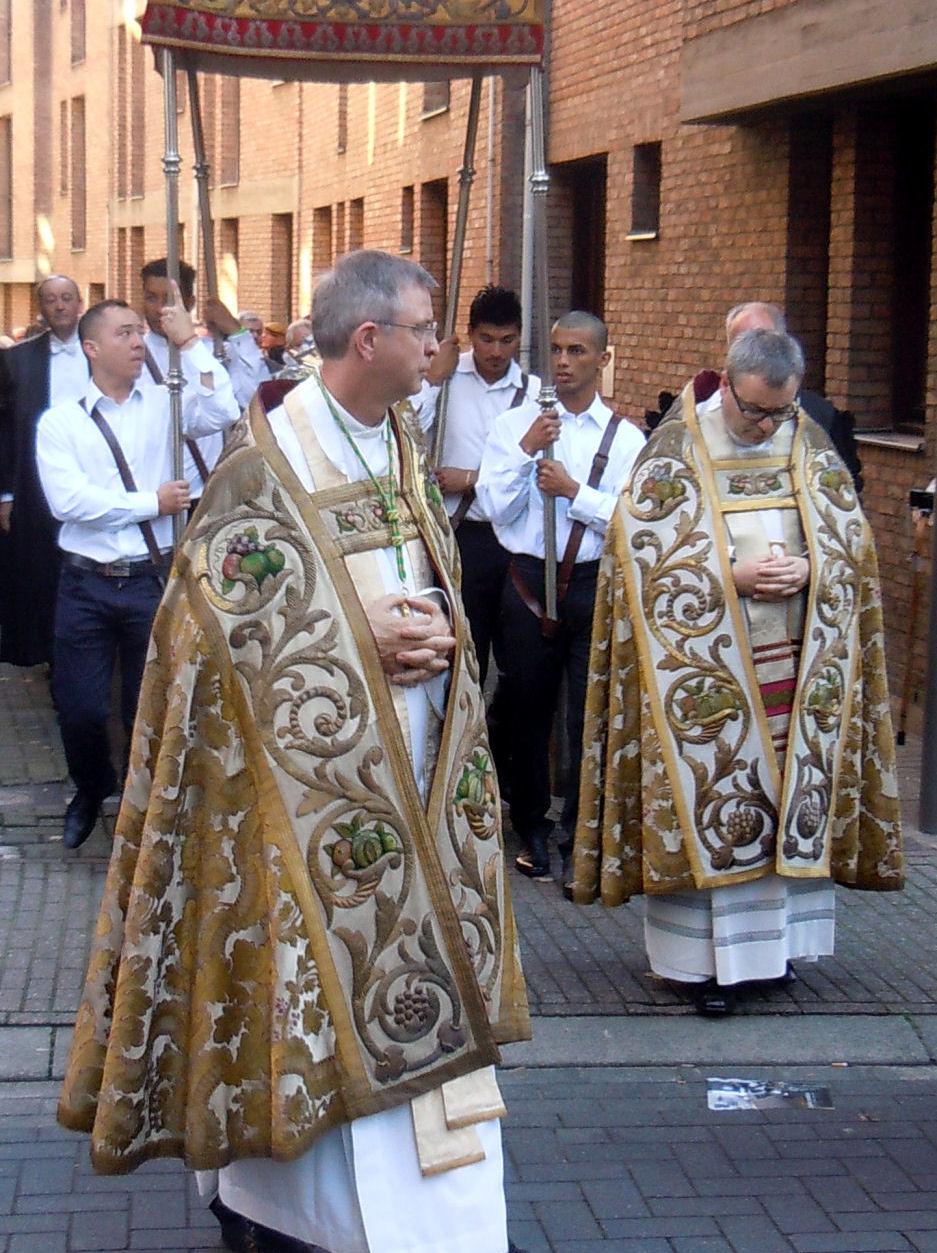
Mgr. Johan Bonny en Bruno Aerts, tijdens de Scheldewijding.
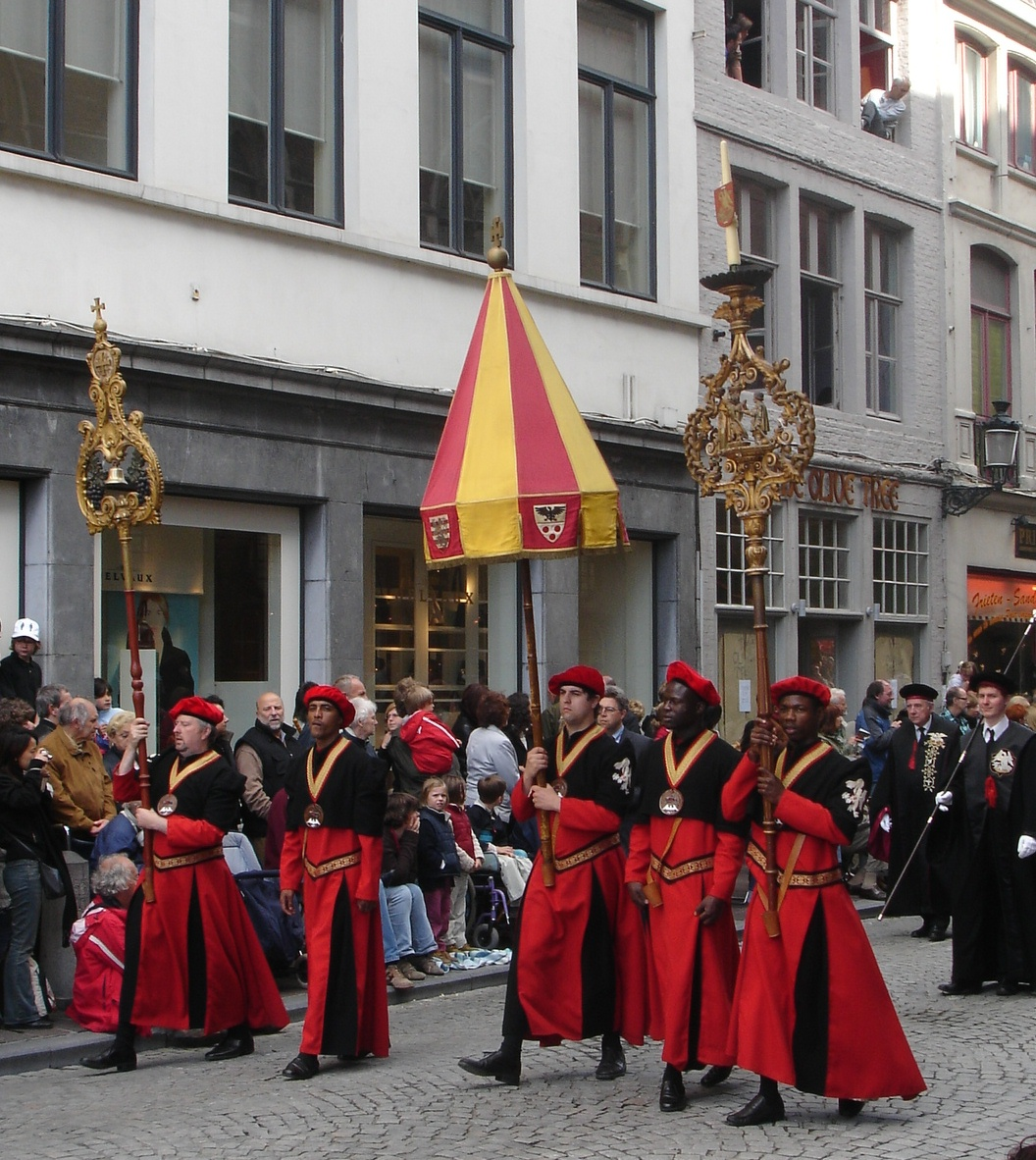
het Conopeum en het tintinnabulum van de Basiliek van het Heilig Bloed in Brugge
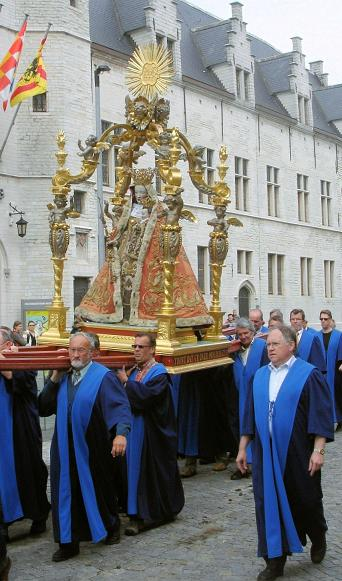
OLV Hanswijk
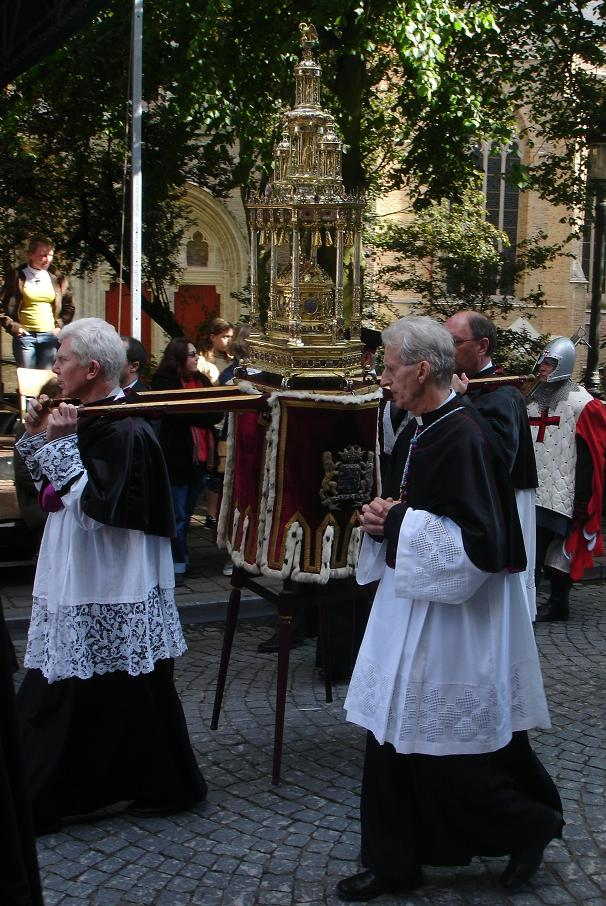
Heilig Bloedprocessie

### Tussen België en Nederland
- Baarle: Kaarskensprocessie (eerste zondag na Maria-Tenhemelopneming)

### Nederland
- Amsterdam: Stille Omgang, in maart, ter herdenking van het Mirakel van Amsterdam uit 1345
- Amsterdam: sacramentsprocessie, op Sacramentsdag vanuit de Onze-Lieve-Vrouwekerk
- Azewijn: processie op de eerste zondag na 21 september (naamdag H. Mattheus)
- Bergen op Zoom: Maria Ommegang
- Boxmeer: Boxmeerse Vaart, trekt 14 dagen na Pinksteren
- Boxtel: Bloedprocessie, op de eerste zondag na Pinksteren
- Breda: Niervaertprocessie, op Sacramentsdonderdag (de tweede donderdag na Pinksteren)
- Delft: Maria van Jesse Ommegang, op de eerste zondag na 12 juni (feestdag St.-Odulfus)
- Duiven: Sacramentsprocessie, op laatste zondag van augustus
- Eijsden: Bronk, op de 2e zondag na Pinksteren
- Eygelshoven: Bronk, op de zondag het dichtst bij 24 juni (St.-Jan)
- Gerwen: Sacramentsprocessie, op zondag na Sacramentsdag vanuit de Oude St.-Clemenskerk
- Grevenbicht: Pinksterprocessie, op pinkstermaandag, trekt vanuit de St.-Catharinakerk
- Groessen: Sacramentsprocessie Groessense omdracht, op de zondag na Pinksteren (Feest van de Heilige Drie-eenheid)
- Haarlem: Mariaprocessie ter ere van Onze Lieve Vrouw van Haarlem, in juni, vanuit de St.-Josephkerk
- Haastrecht: processie met Maria ter Weghe, op 18 oktober vanuit de Sint-Barnabaskerk
- 's-Hertogenbosch: Maria Omgang of bidtocht, in mei met de Zoete Lieve Vrouw van Den Bosch
- Holset: Bronk, op de eerste zondag na Pinksteren.
- Houthem-Sint-Gerlach: Kruisprocessie, in de week voor Hemelvaart
- Houthem-Sint-Gerlach: Sacramentsprocessie, op Eerste Pinksterdag
- Huissen: Umdracht, sacramentsprocessie op de eerste zondag na Sacramentsdag
- IJsselstein: Ommedracht, op de vierde zondag van juni met Onze Lieve Vrouw van Eiteren
- Julianakanaal: Waterprocessie
- Kwadendamme (Zeeland): Sacramentsprocessie, op de eerste zondag na Sacramentsdag
- Laren (Noord-Holland): Sint Jansprocessie, op de zondag het dichtst bij 24 juni
- Lobith: Sacramentsprocessie, op de zondag na Hemelvaart, tijdens Lobithse Kermis
- Loil: Sacramentsprocessie, voorafgaand aan het jaarlijkse schuttersfeest in juli-augustus
- Loo: Sacramentsprocessie, op de 1e zondag na 15 augustus
- Luyksgestel: Sacramentsprocessie, op de tweede zondag na Pinksteren
- Maastricht: twee ommegangen tijdens de heiligdomsvaart van Maastricht, in mei/juni (zevenjaarlijks: 2011, 2018, 2025, enz.)
- Maastricht: Grote of Stadsprocessie, ook wel Sint-Servaasprocessie, op de zondag na 13 mei (feest van Sint-Servaas)
- Maastricht: Kleine Processie of Bidwegprocessie, op paasmaandag, met o.a. het genadebeeld van de Sterre der Zee vanuit de Oude Minderbroederskerk naar de Onze-Lieve-Vrouwebasiliek
- Meerssen: Sacramentsprocessie, op Sacramentsdag vanuit de Basiliek van het H. Sacrament
- Megchelen: Sacramentsprocessie, op de tweede zondag na Pinksteren (viering Sacramentsdag); plaatselijke kermis
- Mheer: Broonk, voorjaarskermis of sacrementsprocessie, op de eerste zondag na Pinksteren.
- Neer: Mariaprocessie
- Netterden: Sacramenstprocessie, op de eerste zondag na Pinksteren (Drievuldigheidszondag); plaatselijke kermis
- Nunhem: Sint Servaasprocessie, op de zondag voor Hemelvaart
- Nuth: Sacramentsprocessie
- Oost-Maarland: Bronk, sacramentsprocessie op de eerste zondag van juli.
- Oud Zevenaar: Sacrementsprocessie, op de derde zondag van juni.
- Overdinkel: Sint-Gerardus Majella-processie
- Reijmerstok: Sacrementsprocessie, tweede zondag van juli
- Sint Geertruid: Bronk, op de vierde zondag na Pinksteren
- Sittard: Sacramentsprocessie, op de zondag na Sacramentsdag; plaatselijke kermis
- Sittard: St.-Rosaprocessie naar de Sint-Rosakapel, sinds 1667 op de laatste zondag in augustus; plaatselijke kermis
- Schimmert: Sacramentsprocessie, op de eerste zondag na Pinksteren
- Tegelen: Sacramentsprocessie, op de tweede zondag na Pinksteren (viering Sacramentsdag)
- Valkenswaard: Handelse Processie naar Handel, in het voorlaatste weekeinde van juni
- Venray: Sacramentsprocessie, begin jaren 60 afgeschaft en hervat in 2008
- Wahlwiller Sacramentsprocessie de derde zondag na Pinksteren
- Wehe-den Hoorn: lichtprocessie naar de Bedroefde Moeder van Warfhuizen, op de vooravond van Palmzondag
- Wehl: Sacramentsprocessie (Wehlse Umdracht), op de derde zondag van juni.
- Wisselende locaties: The Passion. Het evenement als zodanig is geen processie, maar bevat wel een onderdeel dat als liturgische processie kan worden gezien: het in processie naar het hoofdpodium dragen van een groot, wit, verlicht kruis.

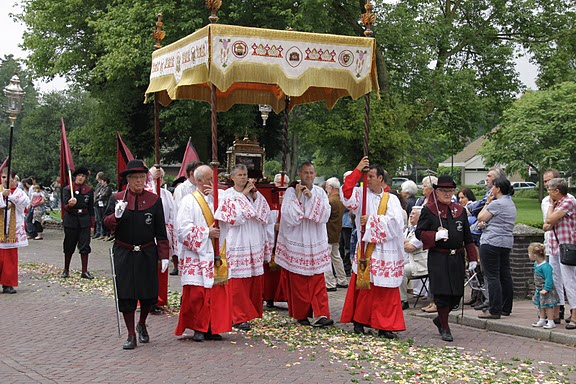
Heilig Bloedgroep met reliekschrijn en baldakijn in de Boxmeerse Vaart
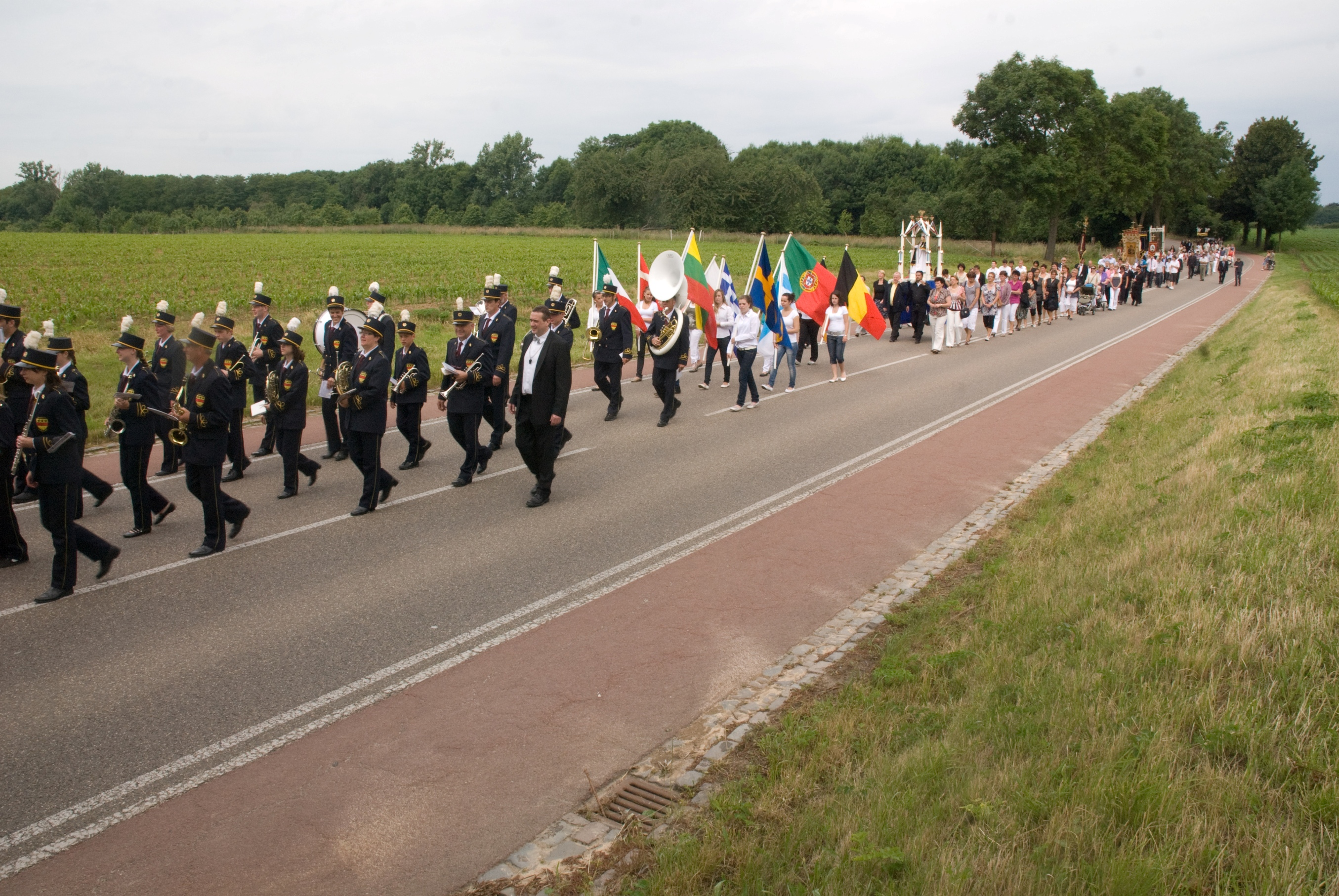
Sacramentsprocessie in Eckelrade
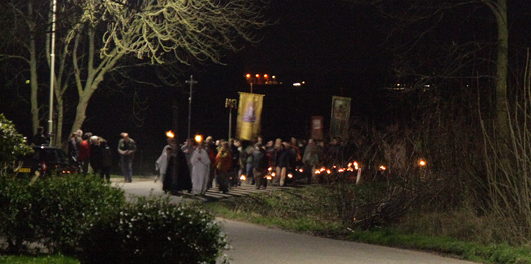
Lichtprocessie met jongeren van het bisdom Groningen-Leeuwarden, Warfhuizen
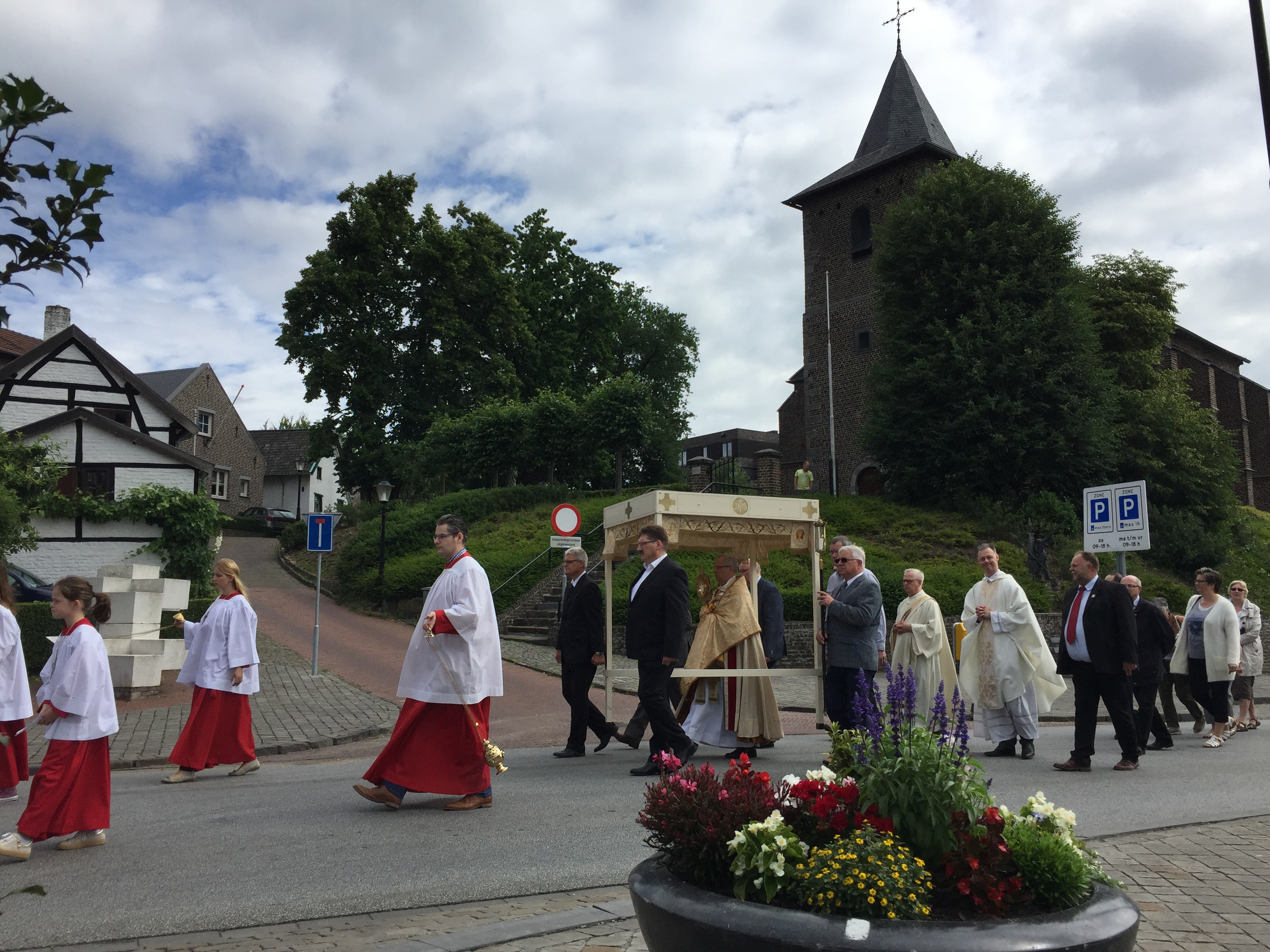
Sacramentsprocessie in Eygelshoven met pauselijk nuntius Bert van Megen onder het baldakijn

### Andere landen
In andere landen bestaat er ook een processiecultuur zoals in Duitsland, Oostenrijk, Spanje, Italië en Polen. In het Heilige Land worden door bedevaartgangers processies houden in de Heilige Stad Jeruzalem.

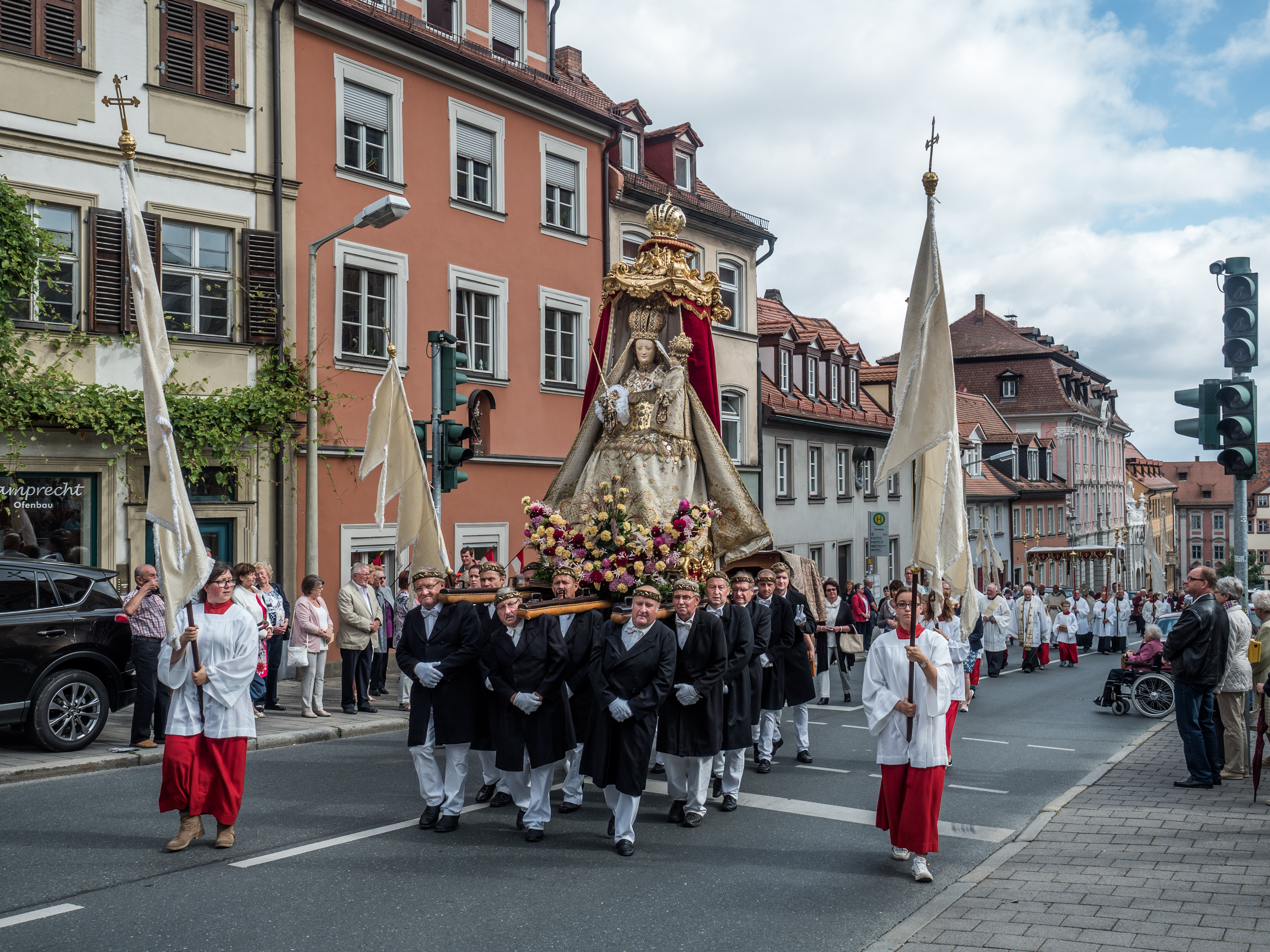
Muttergottesprozession in Bamberg, Duitsland
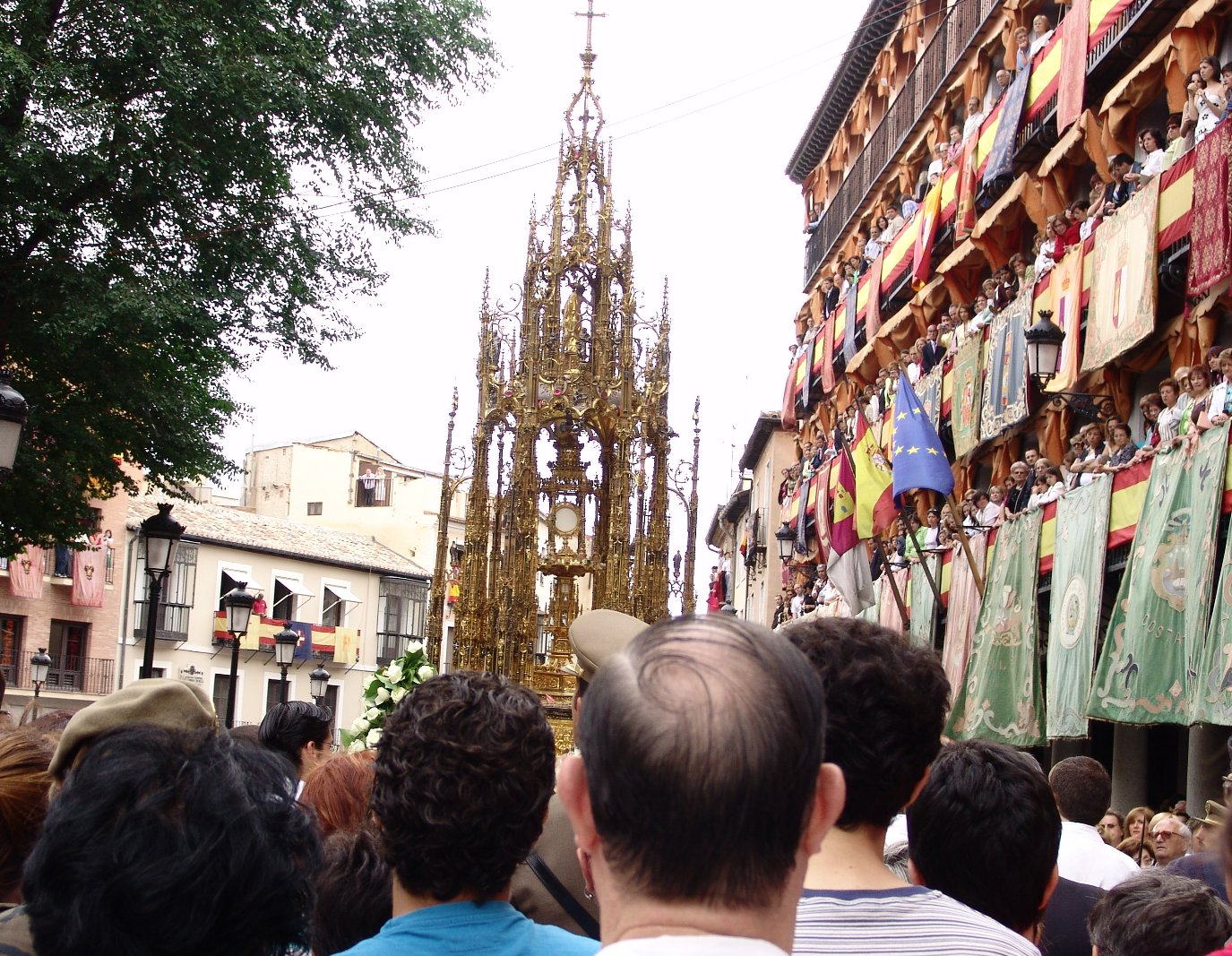
Sacramentsprocessie in Toledo, Spanje
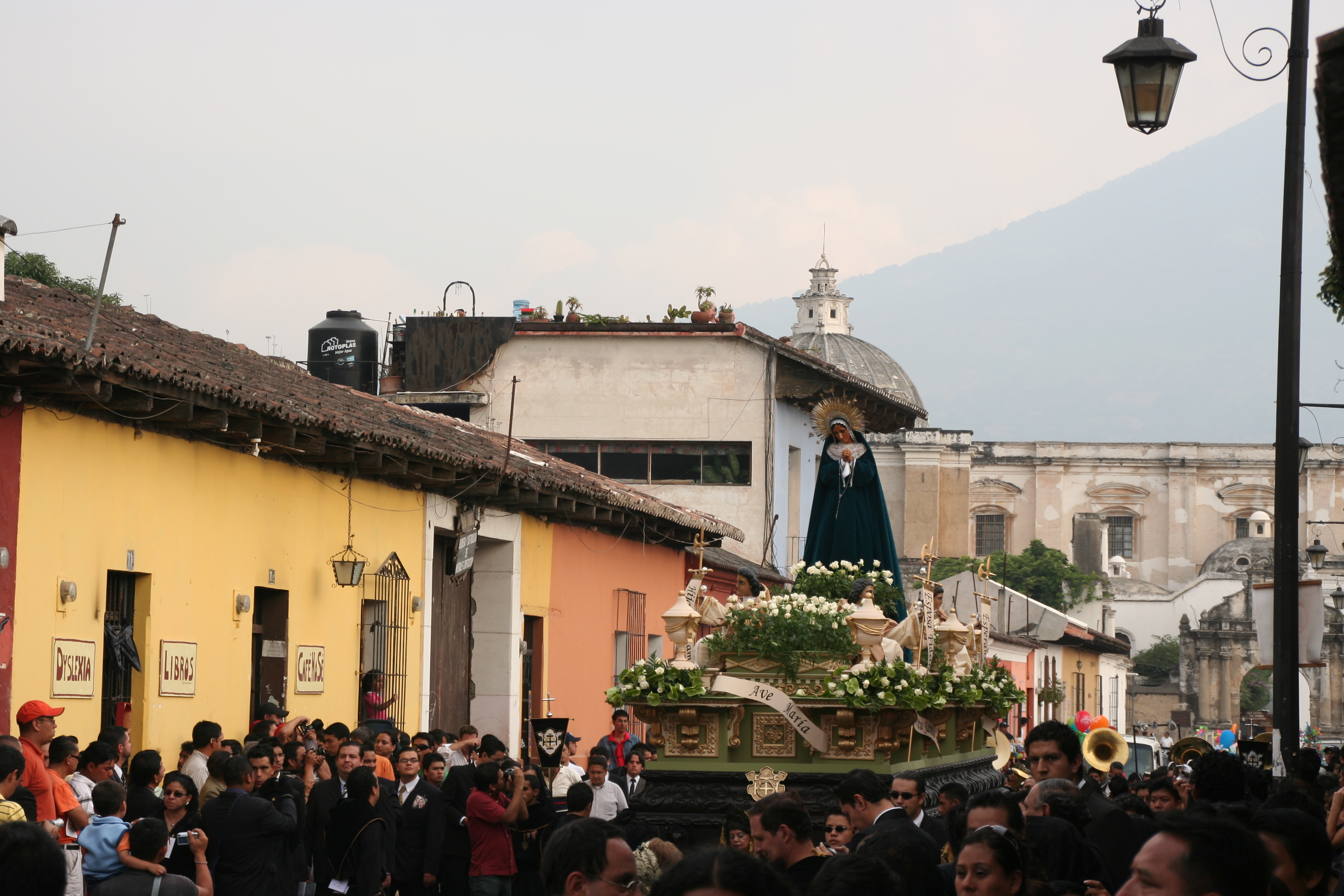
Processie in Antigua, Guatemala
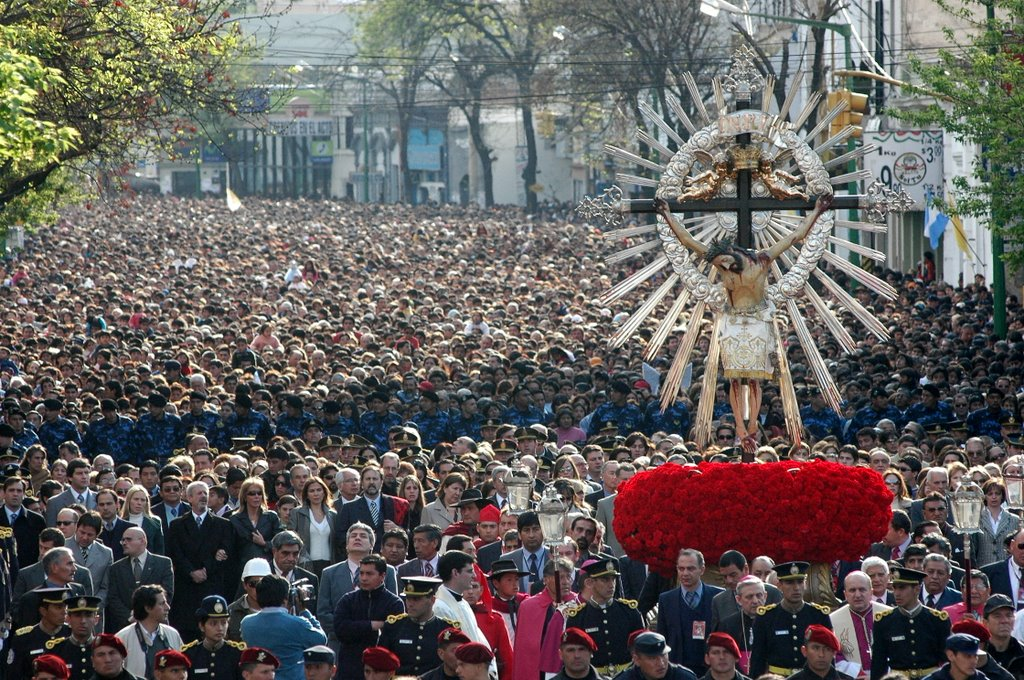
Processie in Salta, Argentinië

## Processies in de Chinese traditie
In de Chinese volksreligie, taoïsme en Chinees boeddhisme worden ook processies gehouden. Dit gebeurt meestal op de verjaardag van een bepaalde god of boeddhistische heilige of tijdens miaohui, taipingqingjiao of Chinees nieuwjaar. Bij deze processies wordt het beeld van een god op een religieuze draagstoel geplaatst. De optocht vindt meestal plaatst in de omgeving van een tempel. Vooraan in de stoet lopen mensen die de drakendans, leeuwendans of qilindans uitvoeren. Daarna volgt de draagstoel en de groep muzikanten. Daarachter lopen geestelijken (boeddhistische nonnen, boeddhistische monniken, daoshi) en gelovigen met offermaterialen zoals fruit en wierook.

## Wetenswaardigheid
De processierups dankt haar naam aan deze plechtigheid omdat deze rupsen ook in een lange stoet achter elkaar lopen.

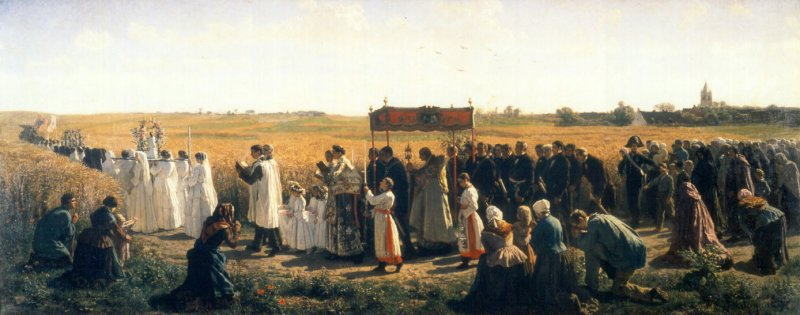
Sacramentsprocessie op het Franse platteland, 19e eeuw
Liturgische processie in de oud-katholieke kerk in Den Haag, waarschijnlijk met priester Cornelius Henricus van Vlooten. Isaac Israels (1880 of 1881), Museum Catharijneconvent
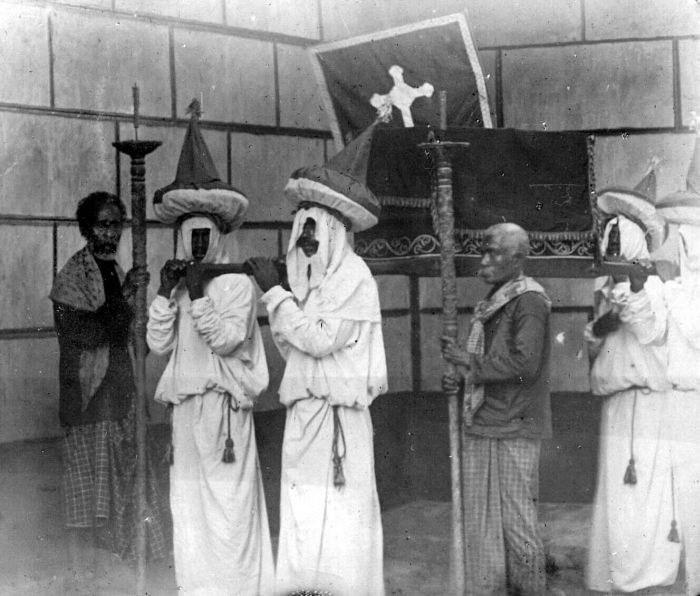
Processie op Goede Vrijdag, "Nicodemussen" in oud-Portugese kostuums met een processiebaar op Flores
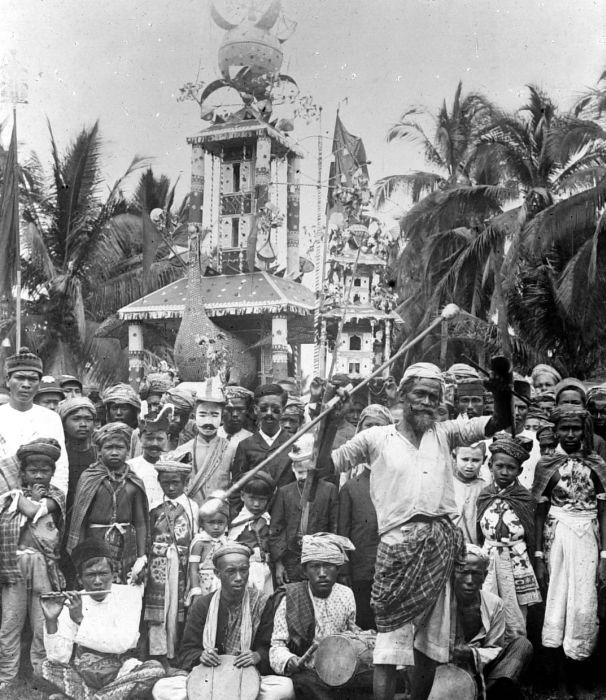
Islamitische processie op de 10e dag van de maand Muharram (Indonesisch: Asyura), waarbij ceremoniële torens (tabut of tabuik) door de stad worden gedragen
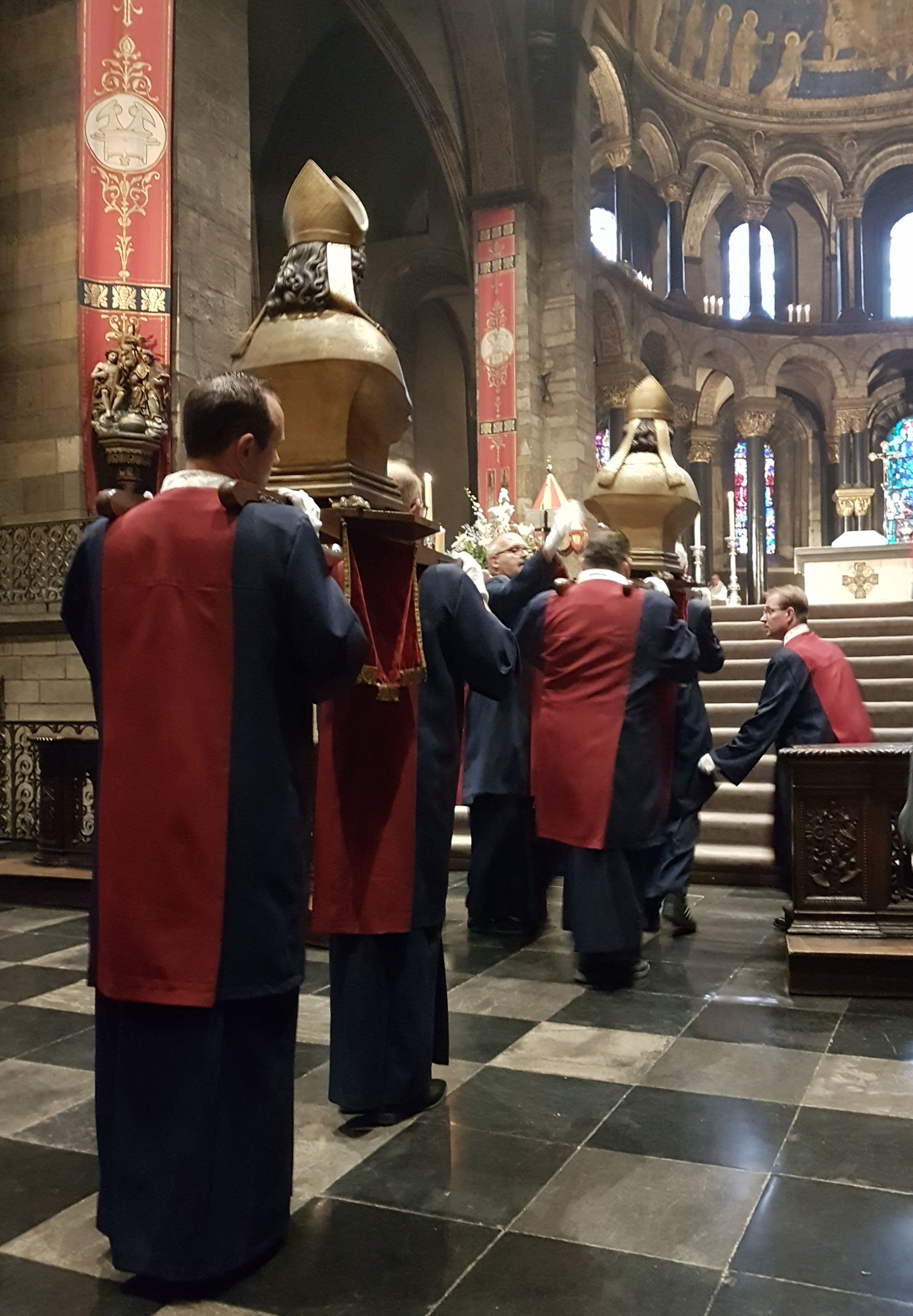
Reliekenprocessie in de Onze-Lieve-Vrouwebasiliek tijdens de heiligdomsvaart van Maastricht